# سیستم ضرب سکه توکوگاوا

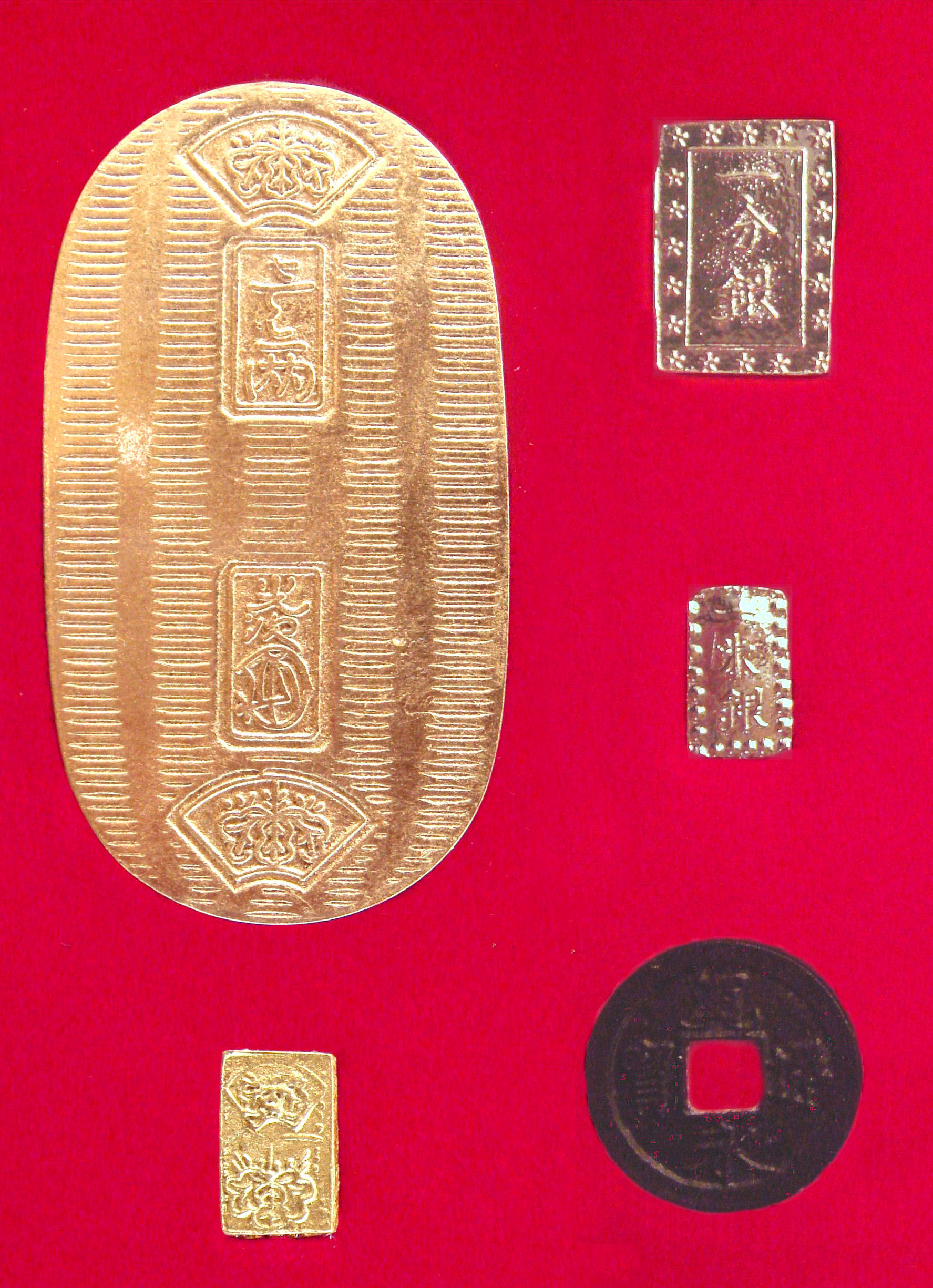
سکه‌های اصلی توکوگاوا. یک کوبان بزرگ طلای بیضوی، زیر آن یک ایچیوبان طلای کوچک، بالا سمت راست یک ایچیوبان نقره ای، زیر آن یک ایشوبان نقره ای و یک مون برنز مدور

سیستم ضرب سکه توکوگاوا یک سیستم پولی فلزی واحد و مستقل بود که توسط شوگون، توکوگاوا ایه‌یاسو در ۱۶۰۱ در ژاپن ایجاد شد و در تمام دوره ادو تا سال ۱۸۶۷ ادامه داشت.

## تغییر سیستم
در اواخر دوره ادو و باز شدن مرزهای ژاپن بر روی خارجیان سیستم پولی ژاپن نیز بر اساس سیستم ضرب سکه توکوگاوا از بین رفت. به‌طور سنتی، نرخ ارز ژاپن بین طلا و نقره ۱: ۵ بود، در حالی که نرخ‌های بین‌المللی از ۱۵:۱ بود. این امر منجر به خرید گسترده طلا توسط خارجی‌ها شد و در نهایت مقامات ژاپنی مجبور به کاهش واحد پول خود شدند. خارجی‌ها هجوم آوردند تا نقره خود را با سکه نقره توکن ژاپن مبادله کنند و دوباره این معاملات را با طلا عوض کنند و ۲۰۰ درصد سود در این معامله عاید آنان می‌شد که در پی آن خروج گسترده طلا طبق قانون گرشام از ژاپن رخ داد. در سال ۱۸۶۰، حدود ۴ میلیون ریو (سکه طلا) از ژاپن خارج شد، که در حدود ۷۰ تن طلا است. این امر به‌طور مؤثر سیستم استاندارد طلای ژاپن را از بین برد و مجبور به بازگشت به سیستم مبتنی بر وزن با نرخ‌های بین‌المللی کرد. در عوض، باکوفو با کاهش وزن سکه‌های طلای خود به میزان دو سوم، به این بحران‌ها پاسخ داد تا با نسبت تبادل طلا و نقره خارجی مطابقت داشته باشد.